# El sendero de la mano izquierda
El sendero de la mano izquierda: un código de conducta es una obra ensayística y filosófica de Fernando Sánchez Dragó, publicada en 2002 y concebida como un conjunto de mandamientos o normas de conducta sintetizados en forma aforística, generalmente glosados con una explicación, incluyendo además prólogo y epílogo que contribuyen a aclarar los puntos de vista del escritor. En ellos, Sánchez Dragó muestra su particular ars vivendi o arte de vivir.

Sus ideas políticamente incorrectas y dentro de los parámetros de libertarismo, orientalismo ético y espiritual, y afán iconoclasta, tratan de reflejar su propia moral, con abundantes citas y menciones de su propia vida, por lo que la obra también posee un cierto tono biográfico.
Se llama, en las tradiciones orientales, senderos de la mano izquierda ―por contraposición a los de la mano derecha, que son los ortodoxos y reservados al común de los mortales― a todos los gnosticismos y vías de perfección heterodoxos, que proponen la transgresión del discurso de valores dominantes frente la integración en él. Es el camino de Dioniso, de Shiva y del tantra, estrictamente reservado a los héroes, a los guerreros, a los rebeldes, a los herejes... Los senderos de la mano izquierda y los de la mano derecha persiguen la fusión con el Absoluto ―cada cual a su manera― y se juntan en el infinito.